# Association sportive Tarare Basket
Maillots
L'AS Tarare Basket est un club français de basket-ball basé à Tarare. Le club évolue en NM3, la 5e division du championnat de France.

## Historique
L'équipe a joué la saison 1976-1977 en Nationale 1, l'élite du championnat de France à l'époque. L'équipe disputera 30 matchs pour 4 victoires dans l'élite, mais John Dearman finira meilleurs marqueur du championnat avec 32,7 points par match.

## Palmarès
- Champion de France Nationale 3 : 1986
- Finaliste de la Coupe de France[note 1] : 1986
- 1/2 finaliste de la Coupe de France : 1984 et 1985

## Salle
| \| Tarare (Rhône) \| Le club est basé à Tarare (Rhône). |
| Tarare (Rhône)                                          |

La salle ou évolue l'AS Tarare Basket est nommé Salle Robert-Magat et possède capacité de 950 places assises.La salle est nommée ainsi en honneur d'un ancien joueur du club décédé en 1970
Cette salle construite dans les années 1950 pour accueillir l'équipe locale, a vocation à être remplacée par un nouveau complexe sportif d'ici 2024. Ce nouveau complexe sera homologué NM2,.

## Personnalités

### Joueurs et membres du staff emblématiques

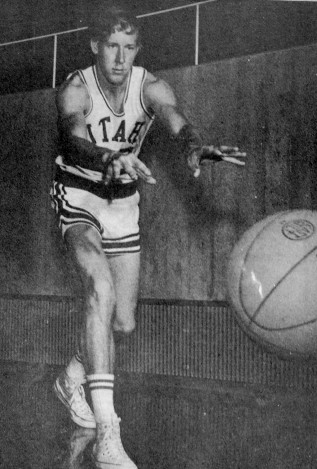
John Dearman en 1970.

Quelques joueurs qui ont marqué l'histoire de l'ASTB :
- Robert Blanchard (entraineur): 1960-1974
- Pierre Dao : 1960-1967[7]
- Robert Monclar : 1961-1962
- Germain Kouassi : 1963-[7]
- Jonas Koffi : 1963-[7]
- Jean-Pierre Castellier : 1970-1977
- John Dearman : 1972-1981
- - George Brosterhous : 1974-1978
- Henry Fields (entraineur) : 1977-1978[8]
- Eric Nordmann : 1992-1994[9]
- Alain Gratien : 1993-1994
- Edward Jurkiewicz[10]

### Présidents successifs
| # | Période        | Nom               |
| - | -------------- | ----------------- |
| 1 | 1973 - 1984    | Jean Pierrefeu    |
| 2 | 1984 - 1994    | Daniel Jouvé      |
| 3 | 1994 - 2012    | Paul Souzy        |
| 4 | 2012 - 2019    | Daniel Monloup    |
| 5 | 2019 - présent | Mikaël Paillasson |

### Entraîneurs successifs
| #  | Période                      | Nom              |
| -- | ---------------------------- | ---------------- |
| 1  | 1960 - 1966                  | Robert Blanchard |
| 2  | 1966 - 1971                  | Pierre Dao       |
| 3  | 1971 - 1977                  | Alain Morival,   |
| 4  | 1977 - 1978                  | Henry Fields     |
| 5  |                              | Pascal Chaix     |
| 6  |                              | Michel Terrasse  |
| 7  | 1987 - 1992 puis 2004 - 2008 | Gérard Chat      |
| 8  | 2008 - 2011                  | Franck Macaire   |
| 9  | 2011 - 2013                  | Joël Scomparin   |
| 10 | 2013 - 2014                  | Cédric Fricaud   |
| 11 | 2014 - présent               | Anthony Chave    |

Robert Blanchard (1923-2016) était un arbitre international qui a arbitré 236 matches internationaux durant sa carrière et a été  l'entraineur de l'AST jusqu'en 1966. Il a été intronisé au FIBA Hall of Fame en 2015.
Alain Morival était le plus jeune entraîneur de France à ce niveau (TF1er septembre 1976).